# Sylosis
I Sylosis sono una band britannica proveniente da Reading, Berkshire. La band combina uno stile progressive con una complessa tecnica di thrash metal e forti influenze provenienti dal melodic death metal e dal metalcore. Nel 2008 la band pubblica il suo album di debutto, Conclusion of an Age. Dopo l'uscita del cantante Jamie Graham, il chitarrista e frontman Josh Middleton prende definitivamente anche il ruolo di cantante della band, che pubblica il suo secondo album per l'etichetta Nuclear Blast, intitolato Edge of the Earth, nel 2011. Seguono ulteriori quattro album in studio, di discreto successo commerciale e di critica, dei quali l'ultimo è stato A Sign of Things to Come, pubblicato nel 2023. Sono influenzati da band come Metallica, Testament, Sepultura, Death, Cynic, Morbid Angel, Symphony X, e Opeth.

## Storia

### Formazione e album di debutto (2000-2009)
I Sylosis si formano nel 2000 a opera del chitarrista Josh Middleton, ancora ai tempi della scuola, con l'intenzione di voler suonare per lo più thrash old school e death metal. Nel corso degli anni si sono verificati diversi cambi di formazione, ma che hanno comunque sempre visto Middleton alla chitarra e Carl Parnell al basso. Pubblicano due EP nel Regno Unito attraverso una piccola etichetta indipendente, la In at the Deep End Records. Durante il novembre 2007 i Sylosis vengono contattati dalla Nuclear Blast, che li mette sotto contratto.
L'album di debutto Conclusion of an Age, del 2008, contiene diversi temi, come la fine della razza umana e di come la natura stia reclamando la propria autorità sulla Terra. Dopo l'uscita dell'album, si unisce al gruppo il secondo chitarrista Alex Bailey e viene confermato il batterista Rob Callard, che completano la formazione insieme a Middleton e Parnell.
Negli anni successivi i Sylosis si sono esibiti al Download Festival tenutosi a Donington, al New England Metal and Hardcore Festival e al Sonisphere Festival. Per l'autunno 2009 era stato annunciato un tour nazionale come gruppo di testa, ma in seguito venne cancellato a causa di una proposta nello stesso periodo da parte dei DragonForce di seguirli come gruppo spalla.

### Josh Middleton alla voce e la pausa (2010-2017)
Il 19 maggio 2010 i Sylosis annunciano attraverso il loro MySpace l'abbandono del cantante Jamie Graham, presente nell'album di debutto del gruppo. Arrivati ormai all'uscita del terzo cantante dalla formazione, lo stesso Josh Middleton decide di prendere tale ruolo in parallelo a quello di chitarrista principale, avendo comunque fatto uso di tecnica corale growl e melodica nelle passate produzioni dei Sylosis.
L'11 marzo 2011 esce il secondo album in studio, Edge of the Earth. In archivio anche una cover dei Death, Symbolic, distribuita attraverso Jagermeister, e un singolo, Slings and Arrows, realizzato attraverso una campagna Pledge della band. Appena un anno dopo la band annuncia attraverso il suo profilo Facebook di avere del nuovo materiale pronto, poi pubblicato nel terzo album Monolith, uscito il 9 ottobre 2012 per la Nuclear Blast. Nel settembre 2014 subentra nella formazione il batterista Ali Richardson, già nei Bleed from Within, in sostituzione di Rob Callard che lascia il gruppo per motivi personali.
Ad inizio gennaio 2015 il gruppo pubblica il suo quarto album, Dormant Heart, anticipato dal singolo Mercy. Nel 2016 esce il singolo inedito Different Masks on the Same Face, ultima produzione del gruppo prima dell'imminente pausa in vista degli impegni dal vivo del frontman Josh Middleton come chitarrista negli Architects, in sostituzione del defunto Tom Searle, amico di Middleton.
In seguito all'annuncio dell'entrata ufficiale di Middleton negli Architects nel 2017, la pausa dei Sylosis si prolunga ulteriormente, anche se Middleton stesso dichiara di non aver intenzione di sciogliere la formazione.

### Il ritorno (2020-presente)
Tornano nel 2020 con il quinto album Cycle of Suffering, il primo con il nuovo bassista Conor Marshall, dopo l'abbandono di Carl Parnell avvenuto a 20 anni di distanza dalla sua entrata nel gruppo. Nel dicembre dello stesso anno viene pubblicato un singolo inedito non facente parte dell'ultimo disco, Worship Decay. La band continuerà a registrare e pubblicare brani inediti anche negli anni successivi, con Immovable Stone del 2021 e Heavy Is the Crown del 2022, mantenendosi attivi anche nelle esibizioni dal vivo a livello internazionale. Nel 2021 viene inoltre ripubblicato in una nuova edizione l'album di debutto del gruppo, Conclusion of an Age, con l'aggiunta della traccia inedita Plight of the Soul, registrata per il disco ma fino ad allora mai pubblicata.
Nel maggio 2023 Josh Middleton annuncia di aver lasciato gli Architects, in termini amichevoli, per potersi dedicare a pieno all'attività con i Sylosis. Nel settembre 2023 viene pubblicato il sesto album in studio del gruppo, A Sign of Things to Come, anticipato dai singoli Deadwood, Poison for the Lost e l'omonima A Sign of Things to Come.
Il 4 ottobre 2024, a sorpresa, viene pubblicato l'EP di inediti The Path, accompagnato dall'omonimo singolo realizzato con la collaborazione di Debbie Gough degli Heriot. Giorni dopo la pubblicazione dell'EP, il chitarrista Alex Bailey, nella formazione sin dal 2008 e presente in ogni produzione del gruppo sin dal secondo album in studio Edge of the Earth, annuncia il suo ritiro dall'attività con i Sylosis per potersi dedicare maggiormente alla sua vita famigliare. In sua sostituzione viene reclutato Ben Thomas, già turnista per la band per alcuni spettacoli nel 2023.

## Formazione

### Attuale
- Josh Middleton – voce (2010-presente), chitarra solista (2000-presente)
- Ben Thomas – chitarra ritmica (2024-presente)
- Conor Marshall – basso (2019-presente)
- Ali Richardson – batteria (2014-presente)

### Ex componenti
- Jamie Graham – voce (2007-2010)
- Ben Hollyer – voce (2003-2007)
- Glen Chamberlain – voce (2000-2003)
- Alex Bailey – chitarra ritmica (2008-2024)
- Gurneet Ahluwalia – chitarra ritmica (2000-2007)
- Carl Parnell – basso (2000-2019)
- Jay Colios-Terry – batteria (2000-2005)
- Rob Callard – batteria (2005-2006, 2007-2014)
- Chris Steele – batteria (2006-2007)

## Discografia

### Album in studio
- 2008 – Conclusion of an Age
- 2011 – Edge of the Earth
- 2012 – Monolith
- 2015 – Dormant Heart
- 2020 – Cycle of Suffering
- 2023 – A Sign of Things to Come

### Album dal vivo
- 2011 – Live at High Voltage
- 2020 – Live at: Lite Up Studios

### EP
- 2006 – Casting Shadows
- 2008 – The Supreme Oppressor
- 2024 – The Path

### Singoli
- 2011 – Empyreal (Part 1)
- 2012 – Slings and Arrows
- 2014 – Mercy
- 2016 – Different Masks on the Same Face
- 2019 – I Sever
- 2020 – Calcified
- 2020 – Worship Decay
- 2021 – Immovable Stone
- 2022 – Heavy Is the Crown
- 2023 – Deadwood
- 2023 – Poison for the Lost
- 2023 – A Sign of Things to Come
- 2024 – Absent
- 2024 – The Path (feat. Debbie Gough)